# Lee Seung-woo
Lee Seung-woo (6 de janeiro de 1998) é um futebolista sul-coreano que joga pelo Suwon FC . Lee foi comparado com Lionel Messi por sua trajetória, estilo de jogo e desempenho nas categorias de base do FC Barcelona.

## Carreira
Lee se mudou para Barcelona aos 12 anos. Com desempenho notável, Lee marcou 39 gols em 29 jogos, e superou o recorde de gols do argentino Lionel Messi na equipe infantil do FC Barcelona.
Em 2013, o Barcelona foi punido pela FIFA pela contratação irregular de dez menores de idade. Lee foi proibido de atuar em jogos oficiais do Barcelona por três anos.  Durante a punição, Lee apenas pode treinar e atuar pela seleção sul-coreana de base. No Campeonato Asiático Sub-16 de 2014, Lee terminou como artilheiro e melhor jogador da competição.
Em 2017, Lee foi vendido por 1,5 milhão de euros para o Hellas Verona com cláusula de recompra. Na temporada 2017/2018, disputando a Serie A, Lee atuou em 14 partidas, marcando apenas um gol na partida contra o AC Milan, o que fez ser convocado para a Copa do Mundo de 2018. No ano seguinte, já na Série B, o desempenho de Lee continuou modesto, com apenas 1 gol e 2 assistências em 26 jogos.  Em junho de 2019, o Barcelona anunciou que não pretende acionar a cláusula de recompra, tornando Lee jogador em definitivo do Hellas Veronas. 
Foi convocado para defender a Seleção Sul-Coreana de Futebol na Copa do Mundo de 2018.